# Karl Wazulek
Karl Wazulek (13 december 1914 - 10 maart 1958) was een Oostenrijks schaatser.
Karl Wazulek nam zowel aan de Europese kampioenschappen als de Wereldkampioenschappen allround zes keer deel. Waar zijn landgenoot Max Stiepl op het EK Allround van 1934 in Hamar debuteerde met een tweede plaats, eindigde Wazulek bij zijn internationaal debuut op plaats drie. Het jaar erop, op het EK Allround van 1935 in Helsinki, werd hij de derde Oostenrijker die de Europese titel veroverde in navolging van de eerste Europees kampioen Franz Schilling (1892) en Otto Polacsek (1925).
Op de WK Allround was Wazulek ook succesvol. In 1937 was Max Stiepl de eerste Oostenrijker die op het podium van een WK Allround eindigde, hij werd derde. Een jaar later verbeterde Wazulek deze beste Oostenrijks prestatie tot dan toe met een zilveren plek op het podium. Tot op heden is dit de beste prestatie van het alpenland. Alleen in 1987 werd de Oostenrijkse vlag nog eenmaal gehesen toen Michael Hadschieff als derde eindigde in het klassement.
Wazulek nam eenmaal deel aan de Olympische Winterspelen (1936), waar hij met de zesde plaats op de 1500 meter zijn beste klassering boekte.

## Records

### Persoonlijk records
| Afstand      | Tijd    | Datum            | Baan  |
| ------------ | ------- | ---------------- | ----- |
| 500 meter    | 43,1    | 5 februari 1938  | Davos |
| 1000 meter   | 1.31,3  | 24 februari 1937 | Oslo  |
| 1500 meter   | 2.17,8  | 6 februari 1938  | Davos |
| 3000 meter   | 4.57,8  | 28 februari 1935 | Hamar |
| 5000 meter   | 8.23,8  | 31 januari 1937  | Davos |
| 10.000 meter | 17.28,2 | 6 februari 1938  | Davos |

### Wereldrecords
| Nr.  | Afstand                  | Tijd    | Datum           | Baan  |
| ---- | ------------------------ | ------- | --------------- | ----- |
| jr1. | 10.000 meter (junioren)* | 17.35,3 | 4 februari 1934 | Hamar |

* = officieus wereldrecord

#### Wereldrecords laaglandbaan (officieus)
| Nr. | Afstand    | Tijd   | Datum            | Baan  |
| --- | ---------- | ------ | ---------------- | ----- |
| 1.  | 3000 meter | 4.57,8 | 27 februari 1935 | Hamar |

## Resultaten
| Jaar | EK Allround | WK Allround | Olympische Spelen                      |
| ---- | ----------- | ----------- | -------------------------------------- |
| 1934 | Brons       | NS2         |                                        |
| 1935 | Goud        | 7e          |                                        |
| 1936 | 5e          | NC30        | 13e 500m 6e 1500m 8e 5000m 11e 10.000m |
| 1937 | 5e          | 8e          |                                        |
| 1938 | 5e          | Zilver      |                                        |
| 1939 | 13e         | NS3         |                                        |

## Medaillespiegel
| Kampioenschap | Goud · | Zilver · | Brons · |
| ------------- | ------ | -------- | ------- |
| EK Allround   | 1      | 0        | 1       |
| WK Allround   | 0      | 1        | 0       |

Onofficiële Europese kampioenschappen

1891: Onbeslist ·
1892: Onbeslist · 
1946: Göthe Hedlund 

Officiële Europese kampioenschappen

1893: Rudolf Ericson · 
1894: Onbeslist ·
1895: Alfred Næss · 
1896: Julius Seyler · 
1897: Julius Seyler · 
1898: Gustaf Estlander · 
1899: Peder Østlund · 
1900: Peder Østlund · 
1901: Rudolf Gundersen · 
1902: Johan Schwartz · 
1903: Onbeslist ·
1904: Rudolf Gundersen · 
1905: Johan Vikander · 
1906: Rudolf Gundersen · 
1907: Moje Öholm · 
1908: Moje Öholm · 
1909: Oscar Mathisen · 
1910: Nikolaj Stroennikov · 
1911: Nikolaj Stroennikov · 
1912: Oscar Mathisen · 
1913: Vasilij Ippolitov · 
1914: Oscar Mathisen · 
1922: Clas Thunberg · 
1923: Harald Strøm · 
1924: Roald Larsen · 
1925: Otto Polacsek · 
1926: Julius Skutnabb · 
1927: Bernt Evensen · 
1928: Clas Thunberg · 
1929: Ivar Ballangrud · 
1930: Ivar Ballangrud · 
1931: Clas Thunberg · 
1932: Clas Thunberg · 
1933: Ivar Ballangrud · 
1934: Michael Staksrud · 
1935: Karl Wazulek · 
1936: Ivar Ballangrud · 
1937: Michael Staksrud · 
1938: Charles Mathiesen · 
1939: Alfons Bērziņš · 
1947: Åke Seyffarth · 
1948: Reidar Liaklev · 
1949: Sverre Farstad · 
1950: Hjalmar Andersen · 
1951: Hjalmar Andersen · 
1952: Hjalmar Andersen · 
1953: Kees Broekman · 
1954: Boris Sjilkov · 
1955: Sigge Ericsson · 
1956: Jevgeni Grisjin · 
1957: Oleg Gontsjarenko · 
1958: Oleg Gontsjarenko · 
1959: Knut Johannesen · 
1960: Knut Johannesen · 
1961: Viktor Kositsjkin · 
1962: Robert Merkoelov · 
1963: Nils Egil Aaness · 
1964: Ants Antson · 
1965: Eduard Matoesevitsj · 
1966: Ard Schenk · 
1967: Kees Verkerk · 
1968: Fred Anton Maier · 
1969: Dag Fornæss · 
1970: Ard Schenk · 
1971: Dag Fornæss · 
1972: Ard Schenk · 
1973: Göran Claeson · 
1974: Göran Claeson · 
1975: Sten Stensen · 
1976: Kay Arne Stenshjemmet · 
1977: Jan Egil Storholt · 
1978: Sergej Martsjoek · 
1979: Jan Egil Storholt · 
1980: Kay Arne Stenshjemmet · 
1981: Amund Sjøbrend · 
1982: Tomas Gustafson · 
1983: Hilbert van der Duim · 
1984: Hilbert van der Duim · 
1985: Hein Vergeer · 
1986: Hein Vergeer · 
1987: Nikolaj Goeljajev · 
1988: Tomas Gustafson · 
1989: Leo Visser · 
1990: Bart Veldkamp · 
1991: Johann Olav Koss · 
1992: Falko Zandstra · 
1993: Falko Zandstra · 
1994: Rintje Ritsma · 
1995: Rintje Ritsma · 
1996: Rintje Ritsma · 
1997: Ids Postma · 
1998: Rintje Ritsma · 
1999: Rintje Ritsma · 
2000: Rintje Ritsma · 
2001: Dmitri Sjepel · 
2002: Jochem Uytdehaage · 
2003: Gianni Romme · 
2004: Mark Tuitert · 
2005: Jochem Uytdehaage · 
2006: Enrico Fabris · 
2007: Sven Kramer · 
2008: Sven Kramer · 
2009: Sven Kramer · 
2010: Sven Kramer · 
2011: Ivan Skobrev · 
2012: Sven Kramer · 
2013: Sven Kramer · 
2014: Jan Blokhuijsen · 
2015: Sven Kramer · 
2016: Sven Kramer · 
2017: Sven Kramer · 
2019: Sven Kramer · 
2021: Patrick Roest · 
2023: Patrick Roest · 
2025: Sander Eitrem